# Eugeniusz Dąbrowiecki
Eugeniusz Dąbrowiecki (ur. 19 listopada 1861 w Dąbrowie Tarnowskiej, zm. 15 czerwca 1941 w Krakowie) – tytularny generał dywizji Wojska Polskiego.

## Życiorys
Był synem urzędnika państwowego. Ukończył cztery klasy niższej szkoły realnej w Tarnowie i Lwowie, a następnie prestiżową Wyższą Szkołę Realną w Hranicach (ówcześnie Maehrisch-Weisskirchen), do której uczęszczali także arcyksiążęta austriaccy (absolwentem szkoły był między innymi Józef Haller). Żonaty. Miał córkę.
18 sierpnia 1883 rozpoczął służbę w 57 Galicyjskim Regimencie Piechoty w Tarnowie. Przez trzy lata był adiutantem batalionu, a przez kolejne cztery lata adiutantem pułku. W międzyczasie ukończył Terezjańską Akademię Wojskową (Theresianische Militarakademie) w Wiener Neustadt i awansował na porucznika. 1 lipca 1893 przeniesiony został do Żandarmerii. W następnym roku po ukończeniu kursu dla oficerów żandarmerii przydzielony został do 5 Krajowej Komendy Żandarmerii dla Galicji z siedzibą we Lwowie. Na terenie Galicji dowodził kolejno: Oddziałem Żandarmerii Nr 16 w Stryju, Oddziałem Żandarmerii Nr 3 w Rzeszowie i Oddziałem Żandarmerii Nr 2 w Krakowie oraz awansował na rotmistrza II i I klasy, i majora. 1 lutego 1911 wyznaczony został na komendanta Krajowego Żandarmerii Nr 14 dla Karyntii z siedzibą dowództwa w Klagenfurcie. W 1914 z chwilą rozpoczęcia I wojny światowej wyróżnił się zabezpieczając mobilizacyjne rozwinięcie 4 Armii. We wrześniu 1915 przeniesiony został do Generalnego Gubernatorstwa i wyznaczony na stanowisko komendanta obwodowego austro-węgierskich władz okupacyjnych w Końskich. Po dwóch miesiącach skierowany został do Włodzimierza Wołyńskiego, na ówczesnym obszarze operacyjnym wojsk, z zadaniem kierowania tamtejszą komendą obwodową władz okupacyjnych. W czerwcu 1917 powrócił do Generalnego Gubernatorstwa, na stanowisko komendanta obwodowego w Radomsku. 
2 listopada 1918 w Radomsku objął dowództwo nad organizującymi się polskimi oddziałami wojskowymi. 27 listopada tego roku został oficjalnie przyjęty do Wojska Polskiego i mianowany dowódcą straży bezpieczeństwa w obrębie Okręgu Generalnego Krakowskiego. 20 maja 1919 przeniesiony został do Warszawy na stanowisko kierownika Organizacji Żandarmerii. Obowiązki dowódcy Żandarmerii Krajowej w Krakowie przekazał swemu młodszemu koledze płk Emilowi Tintz. Stając na czele Kierownictwa Organizacji Żandarmerii miał do wykonania cztery podstawowe zadania:
1. przekazanie Policji Państwowej spraw prowadzonych przez Żandarmerię Krajową wobec osób cywilnych,
2. wydzielenie i przekazanie Policji Państwowej żandarmów chętnych do służby w jej szeregach, w charakterze funkcjonariuszy (oficerom i podoficerom pozostawiono wolny wybór służby),
3. zreorganizowanie pododdziałów Żandarmerii i dostosowanie ich dyslokacji do rozmieszczenia oddziałów innych broni i służb,
4. opracowanie nowych regulaminów i instrukcji w związku z ograniczeniem kompetencji Żandarmerii wyłącznie do osób wojskowych.

Od 21 września tego roku obowiązki kierownika Organizacji Żandarmerii łączył z funkcją Inspektora Żandarmerii Wojskowej – głównego referenta we wszystkich sprawach policyjno-wojskowych, podporządkowanego bezpośrednio II wiceministrowi spraw wojskowych. W marcu 1920, po likwidacji Inspektoratu Żandarmerii i Kierownictwa Organizacji Żandarmerii, stanął na czele Dowództwa Żandarmerii Wojskowej w Warszawie. Jego zastępcą został płk Władysław Jaxa-Rożen.
W wydaniu z 27 września 1919  czasopisma „Myśl Niepodległa” ukazał się nie podpisany artykuł, którego autor dokonał krytyki przyjmowania do Wojska Polskiego byłych funkcjonariuszy (austriackiego) państwa policyjnego określonych jako antyki kajzerlikowskie (opisani zostali m.in. gen. Eugeniusz Dąbrowiecki, płk Emil Tintz, rtm Hugon Babel von Fronsberg, rtm Zygmunt Manowarda); Eugeniuszowi Dąbrowieckiemu zarzucono, że w czasie I wojny światowej zajmował wrogą lub nieprzychylną postawę wobec działalności niepodległościowej. Opisani w artykule oficerowie wytoczyli „Myśli Niepodległej” procesy sądowe na przełomie 1919/1920. W tej sprawie Oficerski Trybunał Orzekający wszczął dochodzenie i prowadził je do 26 listopada 1920, kiedy to uwolnił generała od stawianych mu zarzutów.
Z dniem 1 kwietnia 1921 przeniesiony został w stały stan spoczynku z prawem noszenia munduru. 
26 października 1923 Prezydent RP Stanisław Wojciechowski zatwierdził go w stopniu tytularnego generała dywizji po uprzednim sklasyfikowaniu przez Komisję Weryfikacyjną do przeniesienia w stan spoczynku i przyznaniu mu tego stopnia w myśl Ustawy Sejmowej z dnia 2 sierpnia 1919 r. o ustaleniu starszeństwa i nadaniu stopni oficerskich. Mieszkał w Krakowie. Tam zmarł i pochowany został na cmentarzu Rakowickim (kwatera XX-płd.-21).

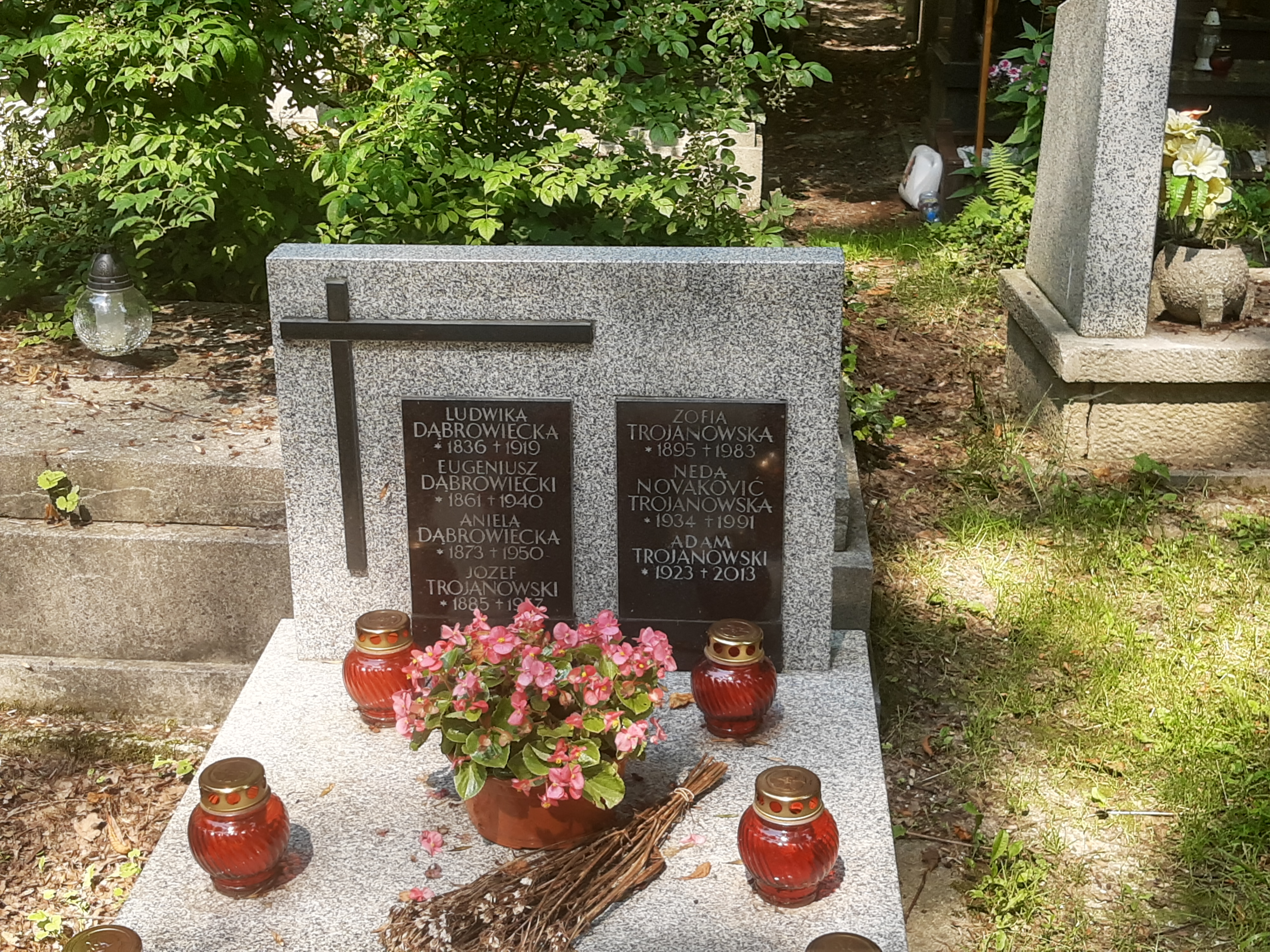
Grób gen. Eugeniusza Dąbrowieckiego na cmentarzu Rakowickim

## Awanse
- podporucznik (Leutnant)  – 1883
- porucznik (Oberleutnant) – 1888
- rotmistrz (Rittmeister II kl.) -
- rotmistrz (Rittmeister I kl.) - 1896
- major (Major) – 1907
- podpułkownik (Oberstleutnant) – 1 maja 1911
- pułkownik (Oberst) – 1 maja 1914
- tytularny generał brygady (titular Generalmajor) – 1 lutego 1918[7]
- rzeczywisty generał brygady (wirklich Generalmajor) – 11 listopada 1918 ze starszeństwem z 1 listopada 1918, do Wojska Polskiego przyjęty w stopniu generała podporucznika, a następnie zweryfikowany w stopniu generała brygady ze starszeństwem z 1 czerwca 1919
- tytularny generał dywizji - 26 października 1923

## Odznaczenia[8]
- Brązowy Medal Zasługi Wojskowej na czerwonej wstędze
- Odznaka za Służbę Wojskową II klasy
- Medal Jubileuszowy Pamiątkowy dla Sił Zbrojnych i Żandarmerii
- Krzyż Jubileuszowy Wojskowy